# Kenmar (Pensilvania)
Kenmar es un lugar designado por el censo ubicado en el condado de Lycoming en el estado estadounidense de Pensilvania. En el Censo de 2010 tenía una población de 4124 habitantes y una densidad poblacional de 1.256,15 personas por km².

## Geografía
Kenmar se encuentra ubicado en las coordenadas 41°15′16″N 76°57′18″O / 41.25444, -76.95500. Según la Oficina del Censo de los Estados Unidos, Kenmar tiene una superficie total de 5.28 km², de la cual 5.28 km² corresponden a tierra firme y (0%) 0 km² es agua.

## Demografía
Según el censo de 2010, había 4124 personas residiendo en Kenmar. La densidad de población era de 1.256,15 hab./km². De los 4124 habitantes, Kenmar estaba compuesto por el 90.4% blancos, el 5.14% eran afroamericanos, el 0.07% eran amerindios, el 1.31% eran asiáticos, el 0.07% eran isleños del Pacífico, el 0.48% eran de otras razas y el 2.52% pertenecían a dos o más razas. Del total de la población el 1.77% eran hispanos o latinos de cualquier raza.